# Dolok Pantis
Dolok Pantis is een bestuurslaag in het regentschap Tapanuli Tengah van de provincie Noord-Sumatra, Indonesië. Dolok Pantis telt 203 inwoners (volkstelling 2010).